# Bătălia de la Codrii Plonini
Bătălia de la Codrii Plonini a avut loc în luna iulie 1368 în Țara Șepenițului (aflată la nordul Principatului Moldovei între Sniatîn și Cernăuți) și a opus armata regelui Cazimir al III-lea al Poloniei – aliată cu trupele cu Ștefan (nepot al lui Bogdan I), armatei voievodului Moldovei Petru I (frate cu adversarul său Ștefan).

## Context
La începutul celei de-a doua jumătăți a secolului al XIII-lea, regatul polonez prin extinderea teritoriilor, a ajuns să aibă graniță cu principatul moldovenesc. În acest context Bătălia de la Codrii Plonini a fost prima confruntare armată moldo-polonă, într-un moment în care Moldova – aflată în primii ani de după întemeierea principatului, a trecut atât prin prin momente de instabilitate politică  cât și de război civil.
Deoarece moștenitorul legiuit al tronului Moldovei – Ștefan Voievod, era mort încă din anul 1358 în Maramureș, după moartea lui Bogdan I în anul 1367 preluarea domniei principatului a devenit prilej de luptă dinastică între cei doi nepoți ai acestuia (fii ai lui Ștefan), Petru (mezinul) și Ștefan (fiul cel mare). Petru a fost susținut de o parte a populației Moldovei și de provincialii unguri (adică maramureșenii din Moldova), drept care și-a însușit domnia. În aceste condiții, fratele său Ștefan – înlăturat de la succesiune, împreună cu tezaurul și câțiva boieri, s-au refugiat în Regatul Polonez și au cerut sprijin de la regele Cazimir cel Mare, în schimbul depunerii omagiului de vasalitate.
„Bogdan primul principe în Moldova, lăsă un fiu numit Ștefan. Acesta murind către anul 1358 lăsase doi fii, Ștefan și Petru. Acești doi frați avură o ceartă asupra moștenirii. Petru, cel mic, ajutat de popor, alungă pe fratele său Ștefan”— Cronica moldo-polonă
Astfel, în vara anului 1368 (1367 după o altă sursă), Ștefan însoțit de armate poloneze din părțile Cracoviei, Sandomirului, Dublinului și Rusiei Haliciului, a intrat în Moldova.

## Confruntarea
Confruntarea dintre moldovenii lui Petru și oștile aflate în sprijinul lui Ștefan deși a debutat încă de la trecerea graniței, bătălia principală s-a desfășurat în Codrii Plonini.
Tactica armatei moldovenești a implicat atât lupte comune dintre corpuri de oaste cât și individuale și, a constat atât în hărțuirea dușmanilor cât și mai ales în prăvălirea copacilor peste adversarii aflați pe drumul de acces.. Armatele poloneză și corpul de oaste al transfugilor moldoveni au suferit o grea înfrângere, iar cei care nu au fost uciși au fost capturați. Moldovenii au luat prăzi bogate, cele trei steaguri ale provinciilor (care reprezentau ținuturile Sandomir, Cracovia și Liov) și alte nouă ale familiilor nobiliare.
Se pare că cei doi frați s-au împăcat în secret chiar înainte de luptă, căci oștenii lui Ștefan i-au trădat pe polonezi în timpul bătăliei și au trecut de partea lui Petru, contribuind astfel la înfrângerea invadatorilor..
Bătălia a fost descrisă de cronicarul polonez Jan Długosz în cartea a IX-a a Istoriei sale, scrisă în limba latină..

## Consecințe
După acest eveniment, Petru I a împărțit prerogativele domniei cu fratele său căruia i-a cedat guvernarea părților  sud-estice ale Moldovei (adică Bugeacul), păstrând pentru sine cârmuirea regiunilor apusene și a celor nord-estice.